# Zijdestaart
De zijdestaart (Hypocolius ampelinus) is een soort oscine zangvogel uit de monotypische familie Hypocoliidae. Het is een slanke vogel met een lange staart. De zijdestaart komt voor in het droge halfwoestijnen in Noord-Afrika, Arabisch Schiereiland, Afghanistan, Pakistan en het westen van India. Ze vliegen in zwermen en leven van vruchten. Ze trekken in de winter naar het zuiden.

## Kenmerken
De zijdestaart is een slanke vogel met een lange staart, kleine kuif en dikke, korte snavel met een haak aan de punt. Hij lijkt qua voorkomen en door het zachte, satijnachtige verenkleed op een pestvogel. De zijdestaart is wat soberder gekleurd, bijna geheel grijs of bruingrijs. Het mannetje heeft een zwart, driehoekig masker rond de ogen. De handpennen (van de vleugel) zijn zwart met witte punten en de staart heeft een zwarte eindband. Volwassenen zijdestaarten zijn ongeveer 19-21 cm lang.

Het mannetje heeft een opvallend donker "masker"

De veren van de kop gaan recht overeind staan als de vogel opgewonden is. Ze hebben een rechte (niet-golvende) vlucht. Springend van tak naar twijg in de struiken lijken ze op een babbelaar of een kruiplijster. De poten zijn vrij kort.

## Leefwijze
De zijdestaart foerageert in open bosland, palmplantages en boomgaarden waarin hij systematisch het gebladerte afzoekt op bessen en vruchten zoals moerbeien, vijgen en dadels, maar ook insecten. In gevangenschap schakelen ze gemakkelijk over op brood.

## Verspreiding en leefgebied
De zijdestaart  komt voor in het Midden-Oosten; hij is inheems in Irak, Iran, Saoedi Arabië, Afghanistan, Pakistan en Turkmenistan. Hij overwintert meestal in de buurt van de Rode Zee en de Perzische Golf aan de kust van het Arabisch schiereiland waaronder ook Bahrein. Het is een dwaalgast in Turkije, Israël, Oman en Egypte.
Het leefgebied zijn droge bossen en struiken in halfwoestijnen, vooral rivierdalen in de buurt van woestijnen maar ook bevloeide en in cultuur gebrachte gebieden met plantages en tuinen.

## Taxonomie
De zijdestaart is in een aparte familie geplaatst omdat onduidelijk is waarmee deze vogel het meest verwant is. Eerst vermoedde men verwantschap met de buulbuuls of de klauwieren. Volgens moleculair genetisch onderzoek sinds 1990 klopt dit niet. Studies sinds 2000 wijzen er op dat ze het meest verwant zijn aan de pestvogels.